# Cmentarz rzymskokatolicki w Radomiu
Cmentarz Rzymskokatolicki w Radomiu – mieści się przy ulicy Bolesława Limanowskiego 72. Został założony w 1812 lub w 1813 na gruntach podarowanych przez Wojciecha Łodwigowskiego, „zamożnego obywatela radomskiego”. Jest to miejsce pochówku zasłużonych dla oświaty i kultury polskiej oraz powstańców i żołnierzy walczących o wolną Polskę.

## Historia
Cmentarz został założony z powodu przepełnienia cmentarza na Piotrówce i braku możliwości jego powiększenia. Pierwotnie miał powierzchnię około 2 mórg, lecz wraz z wyczerpywaniem się miejsca i rosnącymi potrzebami był powiększany. W 1849 dokupiono grunty o powierzchni 7 mórg i 34 prętów. W 1854 rozpoczęto prace nad wzniesieniem muru wokół cmentarza, zaś zakończono je dwa lata później. Przy okazji tych prac wzniesiono także murowaną bramę z przybudówkami mieszczącymi izbę przedpogrzebową oraz izbę przeznaczoną dla grabarza. Brama miała także wieżyczkę z dwoma dzwonami. W 1852 doprowadzono z miasta do cmentarza drogę. W 1876 powiększono cmentarz o 4 morgi i 8 prętów. Wkrótce potem jednak powiększono cmentarz o kolejne 5 mórg i 217 prętów, gdyż poprzednio zakupione grunty okazały się gliniaste i mieszkańcy nie chcieli na nich chować swych zmarłych. Przy tej okazji włączono do terenów cmentarza dawny cmentarz choleryczny i zbudowano w 1885 murowaną bramę z dwiema furtami oraz wzniesiono niezbędne mury. Wieża w pierwotnie wzniesionej bramie zawaliła się w wyniku burzy w 1889. Również w 1889 geodeta wykonał pomiary cmentarza, co pozwoliło podzielić cmentarz na części i kwatery. Cmentarz w tym czasie miał powierzchnię 244 677 łokci kwadratowych (w tym: 2395 łokci kwadratowych ulic, 1624 łokci kwadratowych pod murami i 132 łokcie kwadratowe pod zabudowaniami cmentarza). Najstarszą część cmentarza (tereny kupione pierwotnie i w 1849) oznaczono literą A i podzielono na 14 kwater. Tereny kupione w 1876 oznaczono literą C zaś kupione w 1891 literą B. Część B podzielono na 16 kwater. W latach dziewięćdziesiątych XIX wieku założono księgi cmentarne i zbudowano przy pierwszej bramie dom ogrodnika, który zajął się sadzeniem drzew wzdłuż alei i pielęgnowaniem roślinności. Do 1891 pochowano na cmentarzu 40 672 osób.

## Pochowani na cmentarzu
W nekropolii spoczywają m.in.:

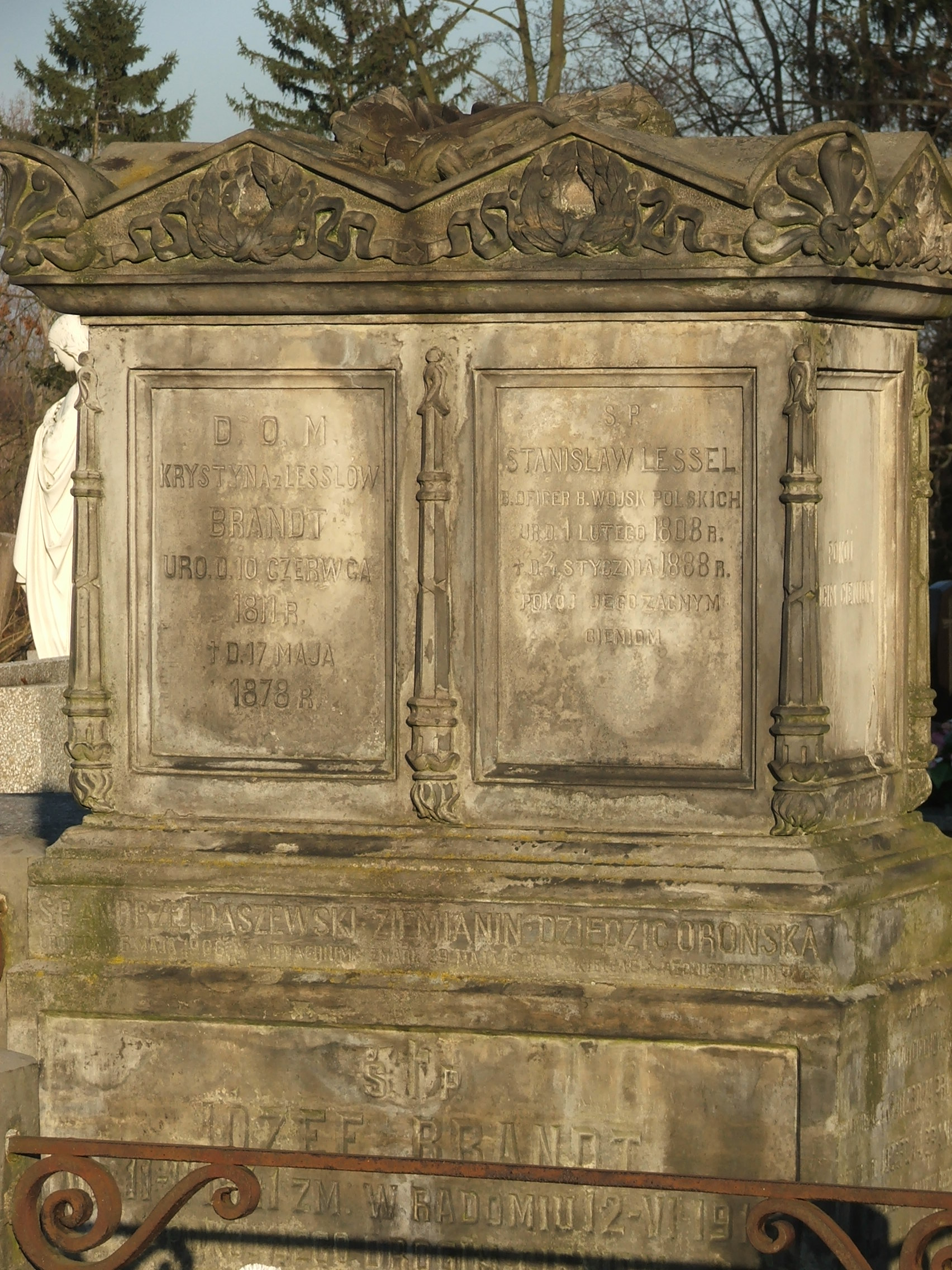
Grobowiec Brandtów

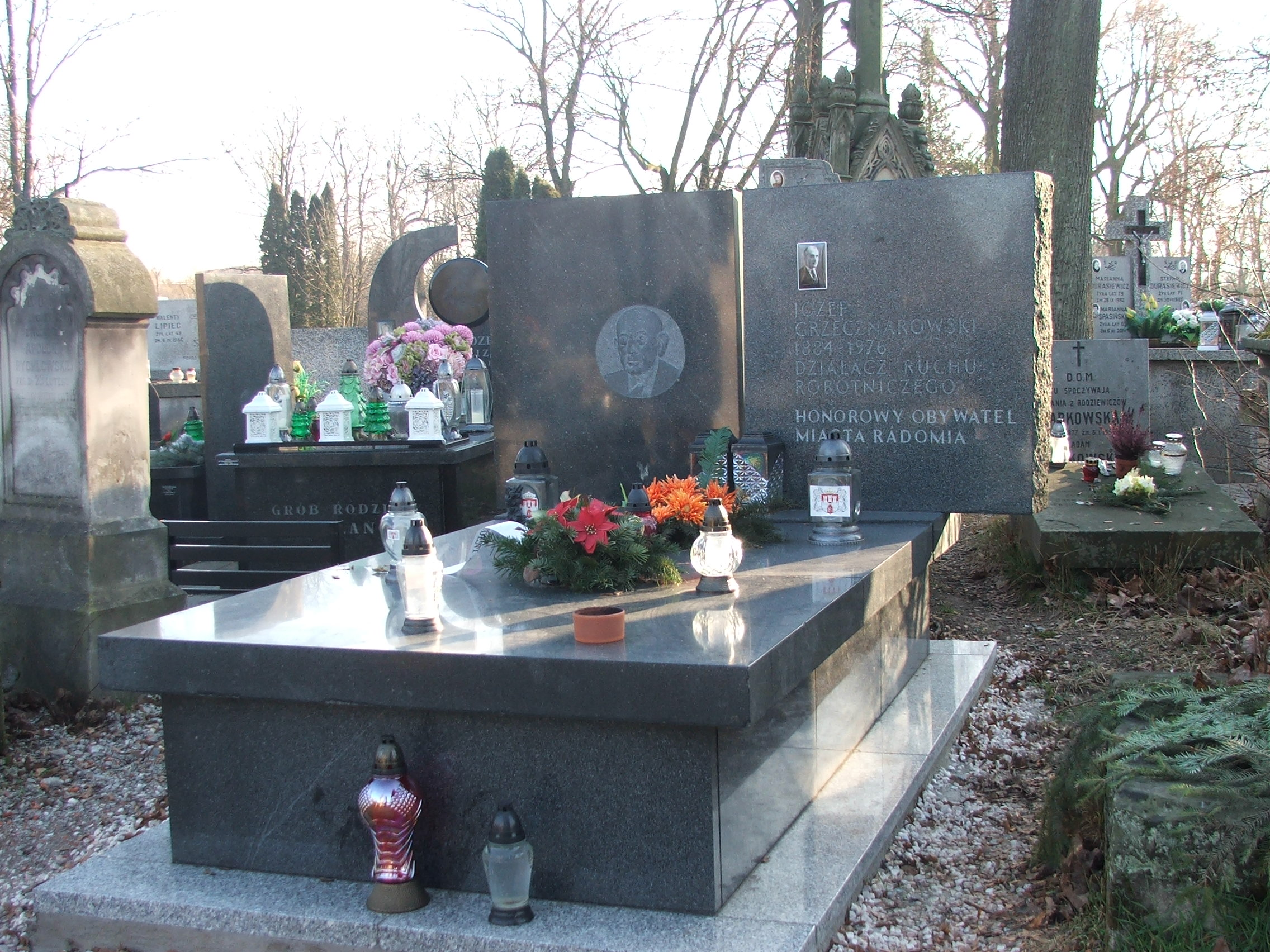
Nagrobek Józefa Grzecznarowskiego

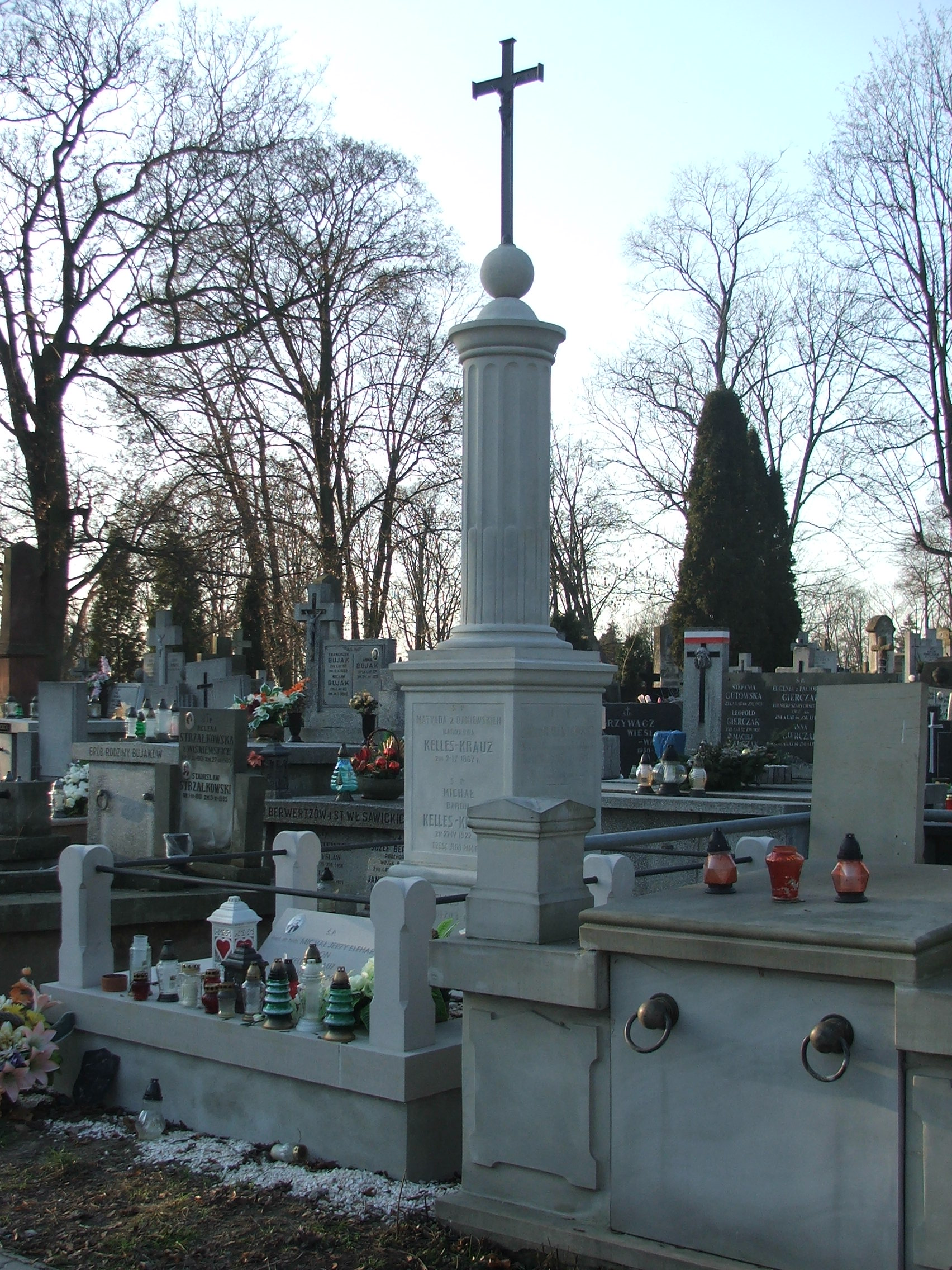
Grobowiec rodziny Kelles-Krauzów

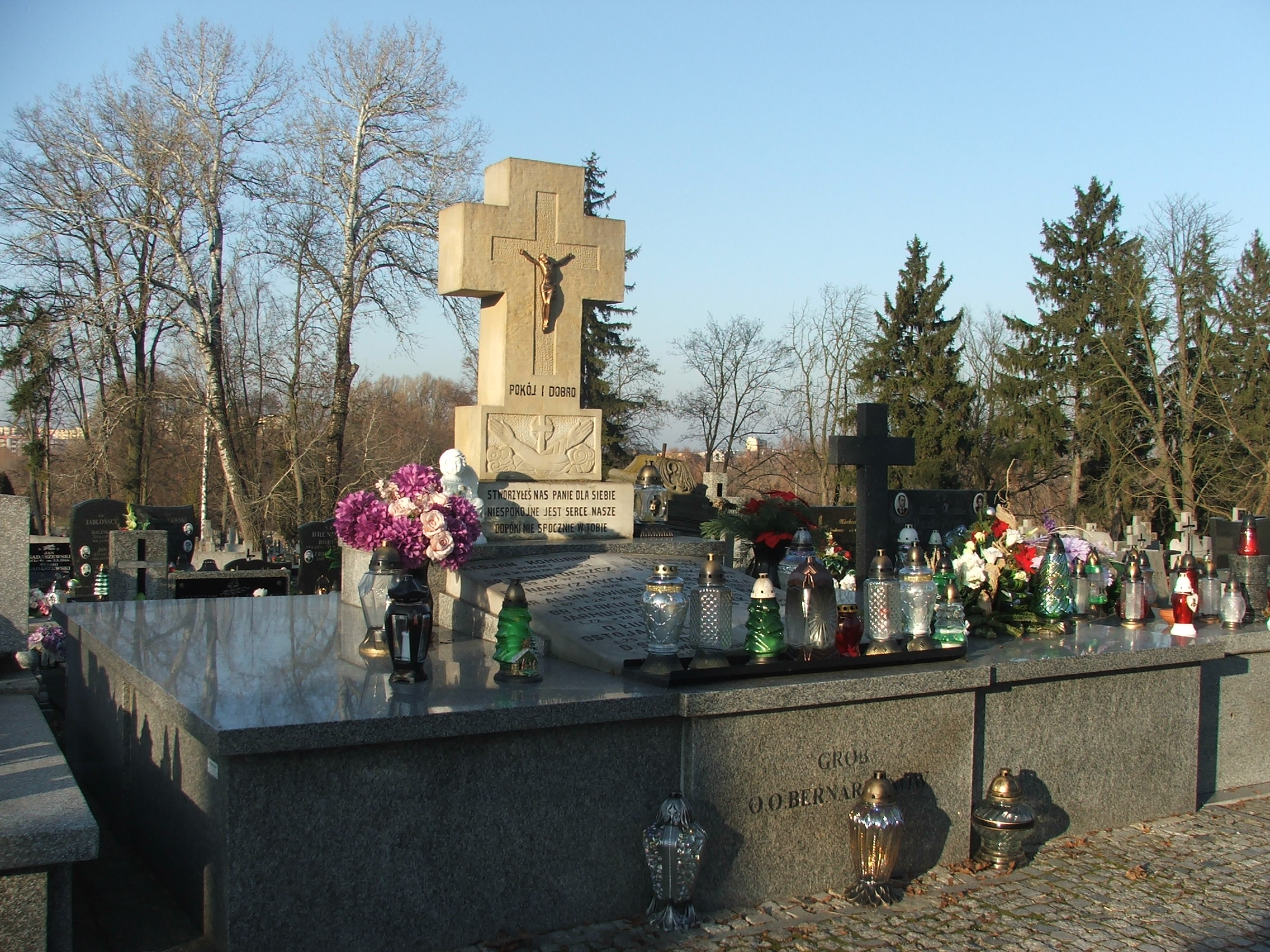
Grobowiec oo. bernardynów

- ks. inf. Jerzy Banaśkiewicz (1937–2011) – dziekan dekanatu Radom-Południe, proboszcz parafii Św. Teresy od Dzieciątka Jezus w latach 1998–2011, poeta (kwatera 4B/2/1, grób 2147),
- Jacek Bętkowski (1904–1980) – podpułkownik piechoty Polskich Sił Zbrojnych, cichociemny, uczestnik powstania warszawskiego (kwatera 12a/9/1, grób 13412),
- Józef Brandt (1841–1915) – artysta malarz, właściciel Orońska (kwatera 5A/16/1, grób 4402),
- Halina Bretsznajder (1905–1942) – grób symboliczny – harcmistrzyni, oficer Armii Krajowej, zamordowana przez Niemców w publicznej egzekucji przy ul. Warszawskiej, pochowana anonimowo w zbiorowym grobie w kwaterze wojskowej cmentarza na Firleju,
- Michał Tadeusz Brzęk-Osiński (1892–1983) – oficer Legionów Polskich, polityk, poseł na Sejm RP (kwatera Leg/12/4, grób 3910),
- Karol Chrobaczyński (1895–1974) – podpułkownik piechoty Wojska Polskiego (kwatera 12a/10/2, grób 13410),
- Aleksander Domagalski (1904–1969) – działacz komunistyczny (kwatera 6a/1/8, grób 23141),
- Władysław Domagalski (1893–1967) – działacz komunistyczny, brat Aleksandra (kwatera 5a/8/18, grób 23879),
- Maria Gajl (1865–1945) – nauczycielka, założycielka i długoletnia kierowniczka Zakładów Naukowych Żeńskich Marii Gajl w Radomiu (kwatera 12A/11/2, grób 18820),
- Maciej Glogier (1869–1940) – prawnik, społecznik, senator RP (kwatera 13a/21/1, grób 17217),
- Piotr Górski (1843–1930) – duchowny katolicki, protonotariusz apostolski, działacz patriotyczny, renowator kościołów radomskich,
- Teresa Grodzińska (1899–1920) – bohaterska sanitariuszka poległa w wojnie polsko-bolszewickiej w 1920 (kwatera 12A/13/8, grób 18809),
- Józef Grzecznarowski (1884–1976) – socjalista, poseł, prezydent Radomia (kwatera 11A/1/7, grób 14103),
- Wacław Hagemajer (1886–1953) – rzeźbiarz, pedagog, współzałożyciel Towarzystwa Przyjaciół Sztuk Pięknych w Radomiu,
- Lech Izbicki (1926–2011) – żołnierz AK, sybirak, lekarz, twórca radomskiej ortopedii (kwatera 12A/3/1, grób 18832),
- Jacek Jerz (1944–1983) – lider radomskiej opozycji antykomunistycznej, jedyna śmiertelna ofiara stanu wojennego na Ziemi Radomskiej, jego pogrzeb w stanie wojennym był jednym z największych (wg różnych szacunków 6000-11000 uczestników) w historii radomskiego cmentarza[4] (kwatera 10B/2/70, grób 4801),
- Michał Kelles-Krauz (1930–2015) – ekonomista, profesor i dziekan Wydziału Transportu Politechniki Radomskiej, jeden z pomysłodawców i orędowników budowy systemu komunikacji tramwajowej w Radomiu (kwatera 3A/1/13, grób 26652),
- Kazimierz Kłaczyński (1797–1857) – pijar, rektor Kolegium Pijarów w Radomiu, założyciel Towarzystwa Naukowego przy Szkole Wojewódzkiej (kwatera 6A/1/22, grób 8747),
- Eugeniusz Kowalczyk (1903–1949) – oficer Wojska Polskiego, pilot, odznaczony Krzyżem Srebrnym Orderu Virtuti Militari, dwukrotnie Krzyżem Walecznych i trzykrotnie Medalem Lotniczym (kwatera 11A/1/21, grób 14005),
- Edward Kruk (1932–2021) – polski artysta fotograf. Członek rzeczywisty i Artysta Fotoklubu Rzeczypospolitej Polskiej (18a/21/1, grób 12926),
- Grzegorz Krzyżanowski (1977–2014) – przedsiębiorca i motoparalotniarz, mistrz Polski, dwukrotny mistrz świata w klasie PF1[5] (kwatera 1a/15/2, grób 22962),
- bp Paweł Kubicki (1871–1944) – biskup pomocniczy diecezji sandomierskiej (kwatera 10a/22/14, grób 18416),
- Stanisław Lessel (1808–1888) – adiutant gen. Jana Krukowieckiego,
- ks. Andrzej Łukasik (1898–1980) – budowniczy kościoła i pierwszy proboszcz parafii św. Teresy od Dzieciątka Jezus na Borkach, kanonik (kwatera 4B/2/1, grób 2147),

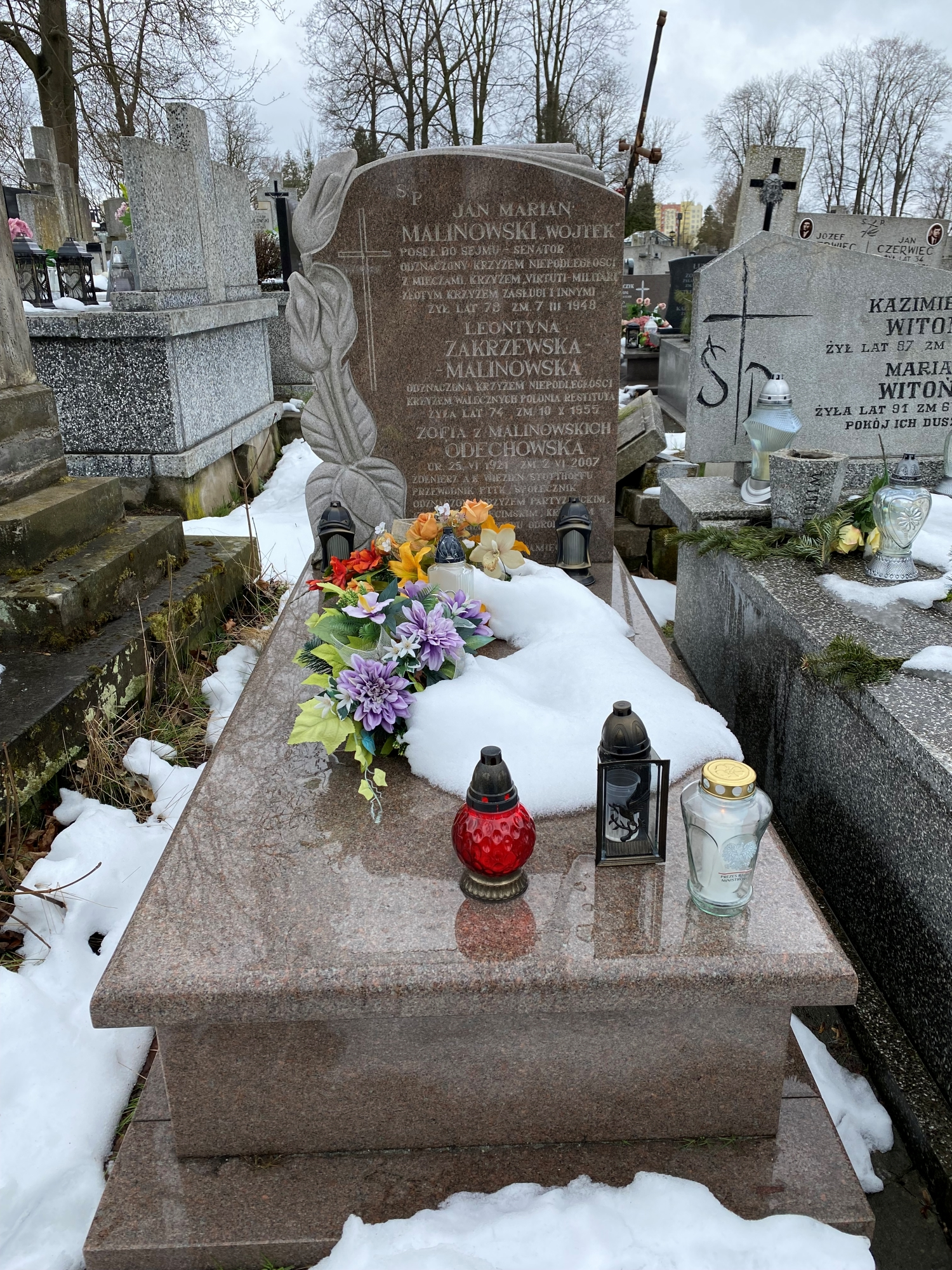
Grób Jana M. Malinowskiego

- Grób Jana M. MalinowskiegoJan Marian Malinowski, ps. „Wojtek” (1876 - 1948) – działacz socjalistyczny i niepodległościowy. Członek Organizacji Bojowej PPS. Minister w Tymczasowym Rządzie Ludowym Republiki Polskiej Ignacego Daszyńskiego i rządzie Jędrzeja Moraczewskiego. Poseł na Sejm Ustawodawczy oraz I, II i III kadencji, a także senator IV kadencji w II RP.
- Józef Marjański (1892–1920) – kapitan 1 Pułku Piechoty Legionów, komendant Okręgu Polskiej Organizacji Wojskowej (kwatera Leg/1/19, grób 20058),
- bp Edward Materski (1923–2012) – biskup sandomierski, sandomiersko-radomski, pierwszy ordynariusz diecezji radomskiej, żołnierz AK, uczestnik Powstania Warszawskiego (kwatera 10B/1/, grób 27436),
- bp Adam Odzimek, biskup pomocniczy senior diecezji radomskiej i jego rodzice
- Tadeusz Orczykowski (1950–2019) – spółdzielca, Członek Zgromadzenia Ogólnego Krajowej Rady Spółdzielczej, Przewodniczącego Komisji Rewizyjnej Krajowego Związku Rewizyjnego Spółdzielni "Samopomoc Chłopska", wieloletni prezes Spółdzielni Rolpol, prezes klubu sportowego Radomka (kwatera 50a/24/15, grób 27320),
- ks. dr Edward Ptaszyński (1887–1943) – proboszcz parafii w Wolanowie, Goryniu i Ruskim Brodzie, współpracownik mjr. Henryka Dobrzańskiego, zaangażowany w działalność konspiracyjną, zginął w nieznanych okolicznościach (kwatera 3b/9/1, grób 757),
- Michał Sawicki – łucznik i strzelec sportowy (kwatera 4A/15/16, grób 6492),
- bp Stefan Siczek (1937–2012) – biskup pomocniczy radomski, dwukrotny administrator diecezji (kwatera 10B/1/, grób 27436),
- ks. inf. Adam Stanios (1932–2007) – budowniczy kościoła i pierwszy proboszcz parafii Matki Bożej Miłosierdzia (2kwatera A/8/3, grób 22404),
- Jan Kanty Trzebiński (1828–1899) – drukarz (kwatera 4A/1/3, grób 6411)
- bp Piotr Turzyński (1964–2025) – biskup pomocniczy diecezji radomskiej
- Stefan Witkowski (1912–1981) – urbanista, nauczyciel akademicki, społecznik (kwatera 4c/5/1, grób 43),
- Stanisław Zapała (1902–1982) – nauczyciel, wieloletni dyrektor radomskich szkół średnich (kwatera 37a/9/10, grób 19062),
- Stanisław Zbrowski (1877–1905) – socjalista, uczeń radomskich szkół, za pracę w dziele odzyskania niepodległości pośmiertnie odznaczony Krzyżem Niepodległości z Mieczami (kwatera 12a/2/2, grób 13550),
- Tadeusz Zieliński (1897–1971) – pułkownik Wojska Polskiego, weteran Legionów Polskich (kwatera 1b/25/6 grób 3822),
- Tadeusz Żerański (1880–1947) – inżynier elektryk, specjalista elektryfikacji przemysłu i miast (kwatera 10B/1/63, grób 4788).

Ponadto na cmentarzu znajdują się groby zbiorowe:
- proboszczów parafii św. Jana Chrzciciela,
- księży parafii św. Jana Chrzciciela,
- księży parafii Opieki Najświętszej Maryi Panny,
- ojców bernardynów,
- radomskiego domu zakonnego Zgromadzenia Sióstr Matki Bożej Miłosierdzia,
- radomskiego domu zakonnego Zgromadzenia Sióstr Miłosierdzia św. Wincentego a Paulo

i pomniki:
- oficerów i żołnierzy zmordowanych przez NKWD w Katyniu i innych obozach,
- radomian pomordowanych w hitlerowskich obozach koncentracyjnych,
- 30 strażaków rozstrzelanych 7 lipca 1944 roku przez Niemców pod murem cmentarnym,
- więźniów politycznych okresu stalinowskiego i sybiraków,
- żołnierzy 72 Pułku Piechoty poległych we wrześniu 1939 roku (w formie mauzoleum).

Naprzeciwko głównej bramy wejściowej na grobie Konstantego Mireckiego znajduje się rzeźba „Anioł Ciszy” Bolesława Jeziorańskiego. Rokrocznie organizowana jest kwesta na rzecz rewaloryzacji zabytkowych pomników cmentarza. Opieką nad cmentarzem zajmuje się m.in. Społeczny Komitet Ratowania Zabytków Radomia.